# Awa Santesson-Sey
Awa Matilda Isakine Santesson-Sey, som även går under artistnamnet AWA, född 6 juli 1997 i Stockholm, är en svensk sångerska och vinnare av X Factor Sverige 2012.
Santesson-Seys far kommer från Senegal och hennes mor från Sverige.[källa behövs]
Awa Santesson-Sey vann Nickelodeon Kid's choice 2013. Hon släppte under hösten 2013 singeln "Not ready to say goodbye". Under 2015 släpptes singeln Obvious.
Efter några år av musikskapande signades hon av Columbia Records i Storbritannien. I augusti 2019 släpptes debutsingeln F**kin’ Love Songs producerad av Ebenezer som också medverkar. Singeln har på kort tid fått stort genombrott.

## X Factor
Santesson-Sey vann finalen i X Factor Sverige 2012 och blev därmed den första att vinna programmet i Sverige. Santesson-Sey gick hem med vinsten efter att bland annat ha framfört "My Heart Is Refusing Me" i en duett med Loreen i finalen som sändes den 7 december 2012.. 
I audition framförde hon "You Can't Hurry Love" och fick då fyra ja av fyra möjliga. Detta ledde till att hon kvalade vidare till bootcamp. När hon tagit sig vidare till sista gallringen framförde hon "Dancing on My Own" framför sin coach Andreas Carlsson och Axwell i Swedish House Mafia. Hon kom efter detta vidare till fredagsfinalerna.
Hon var en av de yngsta av deltagarna i X Factor 2012.

### Sånger Awa Santesson-Sey framförde i X Factor
- Fredagsfinal 1: "Call Me Maybe"[7]
- Fredagsfinal 2: "Mercy"[8]
- Fredagsfinal 3: "Mmmbop"[9]
- Fredagsfinal 4: "Lovestory"[10]
- Fredagsfinal 5: "Upside Down"[11]
- Fredagsfinal 6: "Måndagsbarn"[12]
- Fredagsfinal 7: "Blame it on the Boogie"[13]
- Fredagsfinal 8: "Keep Me Hangin' On"[14] och "Crazy in Love"[15]. *I Crazy In Love hade Awa kommit på scenografin, koreografi till både sig själv och dansarna m.m helt själv.
- Fredagsfinal 9 (Semi): "Mercy"[16] och "Jump"[17] *Mercy framfördes igen efter att Svenska folket röstat på en låt hon skulle framföra, då blev valet Mercy.
- Finalen: "Independent Woman Part I"[18], "My Heart is Refusing Me"[19] och "You Can't Hurry Love"[20] *Hennes sista sång var den samma som hon gjorde audition med eftersom tittarna skulle se hur hon utvecklats från audition i mars fram till finalen i december.